# Rechila
Rechila di Ermerico Réquila in spagnolo, in galiziano, in portoghese e in catalano (... – 448) è stato re dei Suebi di Gallaecia, dal 441 fino alla sua morte.

## Origine
Figlio del primo re dei Suebi di Gallaecia, Ermerico e della moglie di cui non si conoscono né il nome né gli ascendenti.

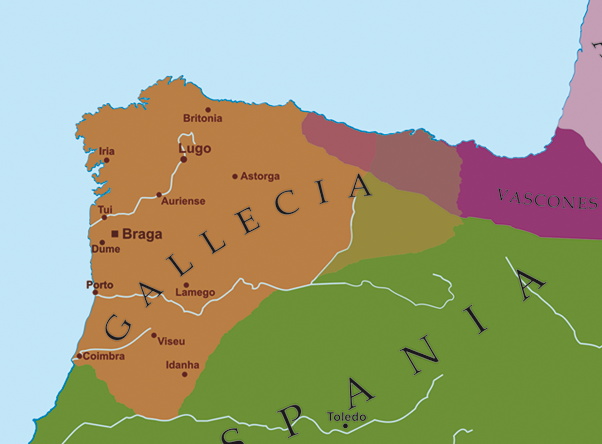
Carta dell'espansione del regno suebo, nel corso del V secolo d.C.

## Biografia
Nel 438, a causa di una grave malattia che, da qualche anno, lo aveva colpito il padre, Ermerico lo associò al potere, segnando l'inizio di una politica aggressiva verso quei territori che erano stati abbandonati dai Vandali nel 429, come riportano sia Isidoro di Siviglia, nel suo Isidori Historia Gothorum, Wandalorum, Sueborum che Idazio, nella sua Idatii episcopi Chronicon.
Nel 438, Rechila, dapprima sconfisse il generale romano Andevoto, arrivando al confine della Betica, quindi, nel 439, conquistò Mérida, sul confine meridionale della Lusitania.
Suo padre, Ermerico morì nel 441, dopo 32 anni, lasciando il trono al figlio, Rechila, come conferma anche Isidoro di Siviglia (Quibus praefuit in Spaniis Ermericus annis XXXII).
Fu molto aggressivo nei confronti dei nativi (detti Galaicos) e, in quanto ariano, favorì il clero seguace di Priscilliano contro i vescovi locali. Confermò lo status di foederati con Roma e l'alleanza con una tribù di banditi e mercenari, detti Bagaudi. Guidò molte campagne nella Lusitania e nella Betica e approfittando delle difficoltà dei Romani, continuò nella conquista.
Durante il suo corto regno, dopo aver conquistato le province di Betica e di Cartagena, nel 441 conquistò Siviglia e riuscì ad impadronirsi di quasi tutta l'attuale Andalusia e parte della provincia Cartaginensis o di Cartagena (attuale Castiglia) ed iniziò anche a fare delle incursioni nella provincia Tarraconense.
Alla sua morte, nel 448, la maggior parte della penisola iberica era nelle mani dei suebi ed i romani erano relegati nell'angolo nord-orientale della penisola, anche se Rechila aveva restituito ai Romani la provincia Cartaginensis o di Cartagena. 

Dopo la sua morte, gli subentrò il figlio Rechiaro, che abbracciò il Cattolicesimo.

## Matrimonio e discendenza
Ermerico sposò una donna di cui non si conosce né il nome né gli ascendenti, che gli dette un figlio:
- Rechiaro (?-456), re dei Suebi di Gallaecia[11][12].

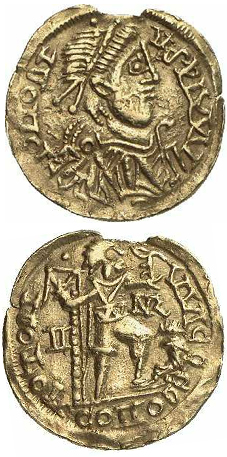
Moneta sueba d'argento (411-450)

### Fonti primarie
- (LA)  #ES Isidori Historia Gothorum, Wandalorum, Sueborum.
- (LA)  #ES Idatii episcopi Chronicon.

### Letteratura storiografica
- Ernst Barker, L'Italia e l'occidente dal 410 al 476, in Storia del mondo medievale, vol. I, 1999,  pp. 373-419.